# Stéphanie De Somer
Stéphanie De Somer (1988) is een Belgische juriste, hoogleraar en advocate. Ze is als hoofddocente verbonden aan de Universiteit Antwerpen.

## Academische loopbaan
Stéphanie De Somer is master in de rechten (UA) en promoveerde in 2015 tot doctor in de rechten met een proefschrift over bestuurlijke verzelfstandiging getiteld The creation of autonomous public bodies from a European comparative legal perspective: international impulse, national restraint and how to reconcile these trends (De oprichting van verzelfstandigde besturen vanuit Europees rechtsvergelijkend perspectief internationale impuls, nationale beheersingsdrang en de verzoening van deze trends) onder het promotorschap van Ingrid Opdebeek.
Ze is als hoofddocent verbonden aan de Universiteit Antwerpen en doceert er de vakken Bestuursrecht, Advanced Course The Inclusive, Sustainable City and Law, Grondige studie Bestuursrecht en Grondige studie Omgevings- en klimaatrecht.

## Publicaties
- De Somer, S., Autonomous Public Bodies and the Law – A European Perspective, Cheltenham, Edward Elgar Publishing, 2017, 360 p. – ISBN 139781785364679
- Opdebeek, I. en De Somer, S. (eds.), Bestuurlijke handhaving: hoe door de bomen het bos nog zien, Brugge, die Keure, 2018, 222 p. – ISBN 9789048632916
- Opdebeek, I. en De Somer, S., Algemeen bestuursrecht, Mortsel, Intersentia, 2019, 782 p. – ISBN 9789400010369
- De Somer, S. (ed.), Bestuursorganisatierecht, Brugge, die Keure, 2020, 514 p. – ISBN 9789048639366

In de Externe links van dit artikel is een link naar een meer uitgebreide lijst publicaties te vinden.